# نکتورن‌ها (دبوسی)
نکتورن‌ها (انگلیسی: Nocturnes) گاهی با عنوان سه‌نکتورن یا نکتورن سه‌گانه نیز شناخته می‌شود که اثری از آهنگساز و مصنف برجسته فرانسوی، کلود دبوسی است. نکتورن‌ها یک اثر ارکسترال در سه موومان است که در ۱۵ دسامبر ۱۸۹۹ تکمیل گردید.